# ناحیه ماندالی
ناحیه ماندالی (به Latin (disambiguation): Mandalay Region) یک ناحیه در کشور میانمار است که در مرکز این کشور واقع شده‌است. مرکز این ناحیه شهر ماندالی است.

## خصوصیات
ناحیه ماندالی ۳۷٬۰۲۱٫۲۹ کیلومترمربع مساحت و ۶٬۱۴۵٬۵۸۸ نفر جمعیت دارد.